# شريان مشطي ظهراني أول
شريان مشطي ظهراني أول (بالإنجليزية: First dorsal metatarsal artery)‏‏ هو شريان يتفرعُ من شرايين مشطية ظهرانية.